# Hymn Peraku
Allah Lanjutkan Usia Sultan – hymn malezyjskiego stanu Perak. Słowa napisał Raja Kamaralzaman ibni Raja Mansur, a melodię skomponował Pierre-Jean de Béranger. Ta sama melodia używana jest też w obecnym hymnie Malezji.

## Geneza
Autor tekstu – Raja Kamaralzaman ibni Raja Mansur miał w 1888 roku odbyć podróż do Londynu wraz z ówczesnym sułtanem Idrysem w celu spotkania z brytyjską królową Wiktorią. Gdy dopłynęli statkiem do Southampton spotkali przedstawiciela rządu brytyjskiego, który poprosił Raję, pełniącego funkcje adiutanta sułtana o przekazanie muzyki  hymnu stanu, aby ten mógł być odtwarzany, podczas powitania władcy Peraku. Raja Mansur stwierdził, że niegodne byłoby powiedzieć, że Perak nie posiada własnego hymnu, więc postanowił go sporządzić. Powiedział tamtejszym muzykom, że zapomniał zabrać ze sobą nuty oraz zaproponował, że może zanucić utwór, żeby można go było potem spisać i odegrać. Melodią, którą nucił Mansur była francuskojęzyczna seszelska piosenka La Rosalie, której autorem jest Pierre-Jean de Béranger.

## Słowa
Dilanjutkan Allah usianya Sultan

Adil dan makmur memerintah watan

Ditaati rakyat kiri dan kanan

Iman yang saleh Allah kurniakan

Allah berkati Perak Ridzuan

Allah selamatkan Negeri dan Sultan